# DGamer
DGamer (Disney Gamer) é um serviço online social desenvolvido pela Disney para uso no Nintendo DS. DGamer é acessado via Nintendo Wi-Fi Connection ou pelo computador no canal DGamer do Disney.com.
O serviço foi lançado na América do Norte em 15 de maio de 2008, coincidindo com o lançamento da versão do jogo The Chronicles of Narnia: Prince Caspian para o Nintendo DS. Todos os próximos jogos da Disney Interactive Studios para o DS poderão ter o DGamer incluso.

## Jogos compativeis
- The Chronicles of Narnia: Prince Caspian
- Spectrobes: Beyond the Portals[1]
- Hannah Montana: Pop Star Exclusive[1]
- Ultimate Band[2]
- The Cheetah Girls: Passport to Stardom
- Club Penguin: Elite Penguin Force
- Club Penguin: Herbert's Revenge
- Disney Fairies: Tinker Bell
- Bolt (jogo eletrônico)
- High School Musical 3: Senior Year
- Madden NFL 09
- FIFA 09
- Need for Speed: Undercover
- Feiticeiros De Waverly Place
- JONAS
- Sonny With A Chance